# CD30
Le CD30 (ou TNFRSF8) est une protéine de type cluster de différenciation, utilisé comme marqueur tumoral de certaines hémopathies.  Son gène, TNFRSF8, est situé sur le chromosome 1 humain.

## Rôle
Il agit comme un récepteur du facteur de nécrose tumorale.

## Marqueurs de certains lymphomes
Il est présent sur près de deux tiers des lymphomes T périphériques et dans presque la totalité des lymphomes anaplasiques à grandes cellules.

## Cible thérapeutique
Le brentuximab est un anticorps monoclonal dirigé contre le CD30. La molécule est liée à un antimitotique, la védotine, sous forme de brentuximab védotine, permettant de cibler spécifiquement les cellules malades porteur du CD30.